# Kylindotherium leve
Kylindotherium leve är en mångfotingart som beskrevs av Carl Graf Attems 1926. Kylindotherium leve ingår i släktet Kylindotherium och familjen Sphaerotheriidae. Inga underarter finns listade i Catalogue of Life.